# 小川三千三

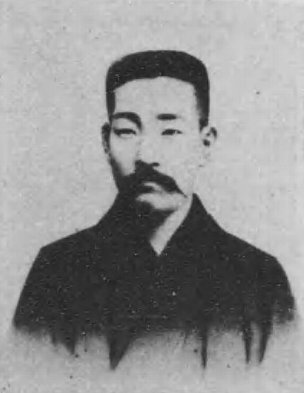
小川三千三

小川 三千三（おがわ みちぞう、1863年3月29日（文久3年2月11日） - 1899年（明治32年）5月12日）は、日本の明治期の弁護士、政治家。東京市会議員、日本橋区会議長。

## 略歴
1863年3月29日（文久3年2月11日）、江戸日本橋馬喰町郡代に生まれる。海保竹渓に漢学を学び、1875年（明治8年）に東京外語学校（現・東京外国語大学）に入り、英語を修学、大学予備門を経て、1877年（明治10年）に東京大学医学部に入る。しかし、我医を以って名を成すに足らずと大学を退き、1880年（明治13年）に東京法学校（現・法政大学）に入り、フランス法学を修める。1882年（明治15年）に立憲改進党に入党し、1884年（明治17年）に代言人試験に合格する。
秩父事件では高梨哲四郎らとともに高岸善作らの弁護に当たり、静岡事件で清水綱義らを弁護、大阪事件で舘野芳之助の弁護人となる。1891年（明治24年）に東京市会議員に選ばれ、1892年（明治25年）に日本橋区会議長に就任する。1899年（明治32年）5月12日に死去、享年37。

## 人物
『今日都下三百名に近き代言人中最も春秋に富み才、弁、貌の三者を兼備し、声誉嘖々として世上になり』と若年ながら代言人として名をはせる。また、法学校においても、杉山誠一郎（のち代言人）、守屋此助（のち衆議院議員）、世古祐次郎（のち京城控訴院検事長）らと並び校中の秀才であった。

## 著書
- 『売買法要義』（1884）

## 参考
- 『日本弁護士高評伝』（誠協堂、1891）
- 『百家高評伝　第1編』（文寿堂書林等、1895）
- kotobank > 小川三千三とは